# Катакомбы Сан-Гаудиозо

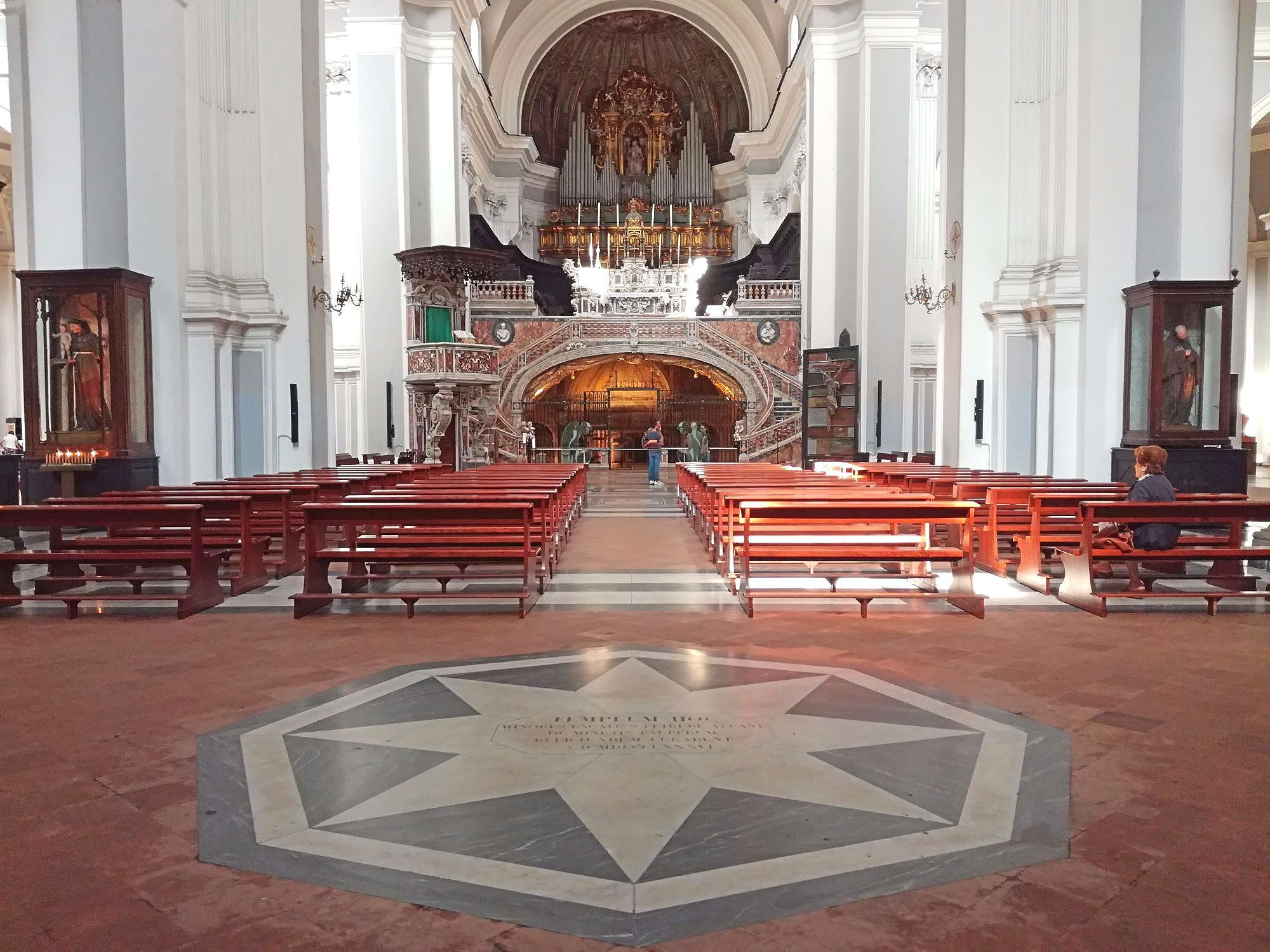
Главный алтарь базилики Санта-Мария-делла-Санита, под ним за решёткой расположен вход в катакомбы Сан-Гаудиозо

Катакомбы Сан-Гаудиозо (итал. Catacombe di San Gaudioso) — раннехристианские катакомбы в северной части Неаполя. Названы в честь св. Гаудиоза Неаполитанского (V в.). 

## Расположение
Катакомбы Сан-Гаудиозо расположены в квартале Санита́, на севере современного Неаполя. Эта территория находится за пределами античного и средневекового города, так что по римским законам могла использоваться для погребений. Квартал Санита расположен в долине между холмами Вомеро и Каподимонте. Здесь находится много природных гротов и расщелин, послуживших отправной точкой для создания ряда подземных кладбищ. В этом же квартале находятся Катакомбы святого Януария (Сан-Дженнаро), Катакомбы святого Севе́ра (Сан-Северо), а также кладбище Фонтанелле.
Над катакомбами Сан-Гаудиозо воздвигнута базилика Санта-Мария-делла-Санита́, из которой в настоящее время осуществляется публичный доступ в катакомбы. Ближайшая станция метро — Materdei (первая линия), далее необходимо подниматься наверх по улице Санта-Тереза-делла-Скальци (Santa Teresa della Scalzi) в сторону Каподимонте, а затем спуститься к базилике на общественном лифте Санита (Аscensore Sanita).

## Краткое описание
Катакомбы Сан-Гаудиозо представляют собой типичное раннехристианское подземное кладбище. От основного входа расходятся несколько коридоров, от которых отделяются более мелкие. В стенах коридоров расположены в несколько рядов локулы (лат. loculi) — горизонтальные ниши для одиночных погребений. Захоронения наиболее почитаемых христиан, а также имущих членов общины организованы в аркосолиях (лат. arcosolia) — нишах, верхний свод которых представляет собой арку. Чаще всего аркосолии находятся не прямо в коридорах, а в отдельных комнатах — кубикулах (лат. cubicula). В полах кубикул также находятся могилы — так называемые «формы». Стены кубикул и своды аркосолиев украшены мозаиками или фресками V—VI веков.
До XVII века катакомбы использовались как кладбище. В XVII веке были значительно расширены доминиканцами — орденом, владевшим базиликой Санта-Мария-делла-Санита. Во вновь созданных подземных пространствах доминиканцы организовали специфические для катакомб Сан-Гаудиозо захоронения — «амбулаторию», а также «кантареллы» — помещения для высушивания тел усопших.

## Типовой маршрут

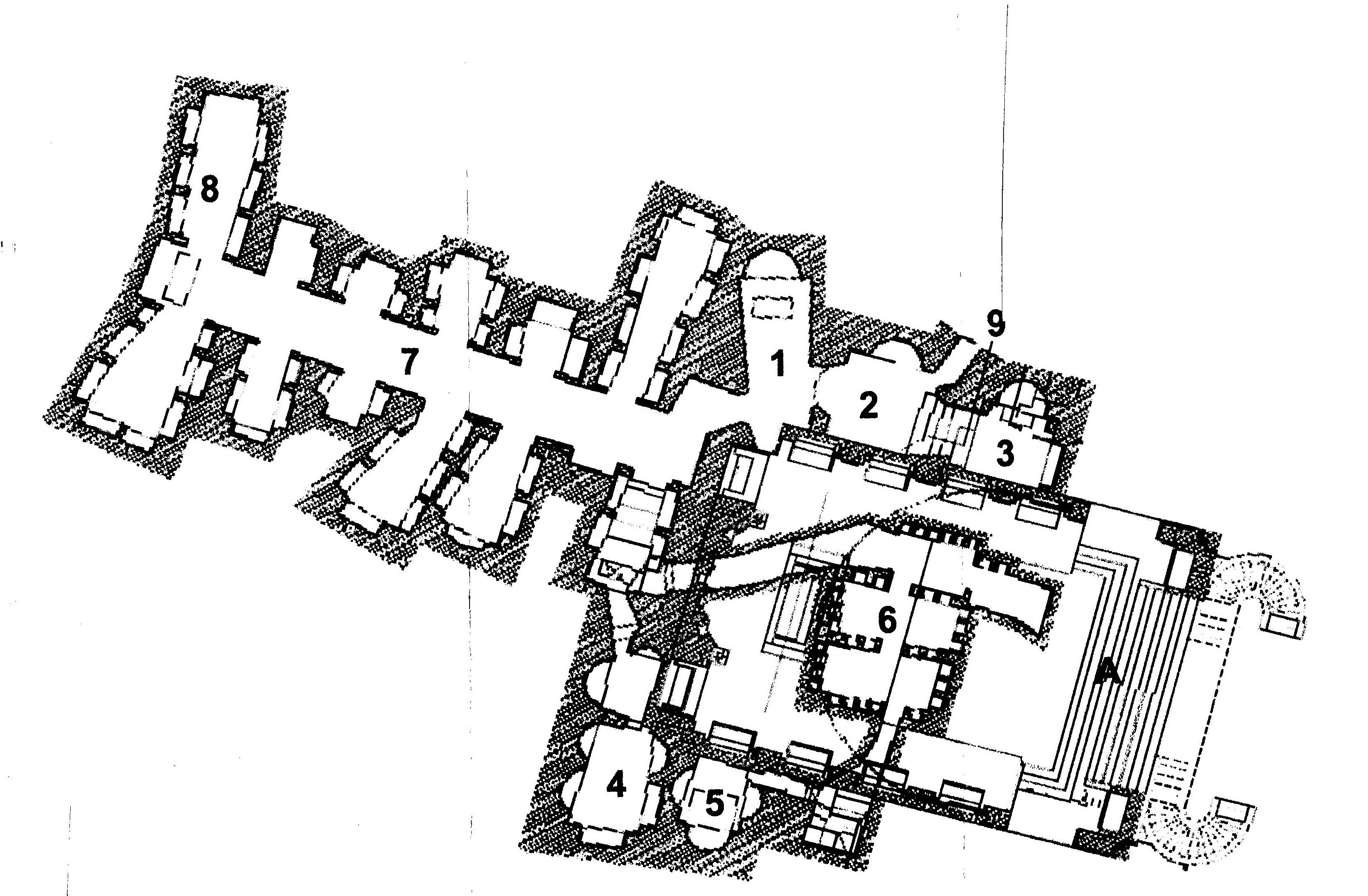
Схематичный план катакомб Сан-Гаудиозо

Типовой туристический маршрут хоть и охватывает лишь небольшую часть катакомб, но позволяет увидеть наиболее важные древние гробницы (святых Гаудиоза и Ностриана), хорошо сохранившиеся мозаики V—VI веков и специфическую часть XVII столетия. Здесь и далее номера курсивом соответствуют номерам на плане катакомб.

### Крипта
Поскольку базилика Санта-Мария-делла-Санита была построена над катакомбами, в её конструкции изначально привнесены ряд особенностей. Главный алтарь и пресбитерий базилики поднят на высоту около 10 метров по отношению к уровню пола основной части храма, доступ к алтарю осуществляется по двум боковым лестницам. Под алтарём за решёткой находится просторная крипта (А), предваряющая вход в катакомбы.
В своём нынешнем виде крипта была устроена в XVII веке. Основной алтарь крипты, расположенный непосредственно под главным алтарём базилики, и десять боковых алтарей, закрывающих ранее существовавшие входы в катакомбы, были освящены в 1628 году. При освящении в алтари были заложены мощи мучеников из катакомб святого Себастиана, привезённые из Рима в 1616 году отцом Тимотео Казелли. Заалтарные фрески, изображающие мученическую кончину святых, мощи которых покоятся здесь, созданы в конце XVII века местным художником Бернардино Фера. Единственная в крипте фреска IX века, изображающая Богородицу с Младенцем и двумя святителями (предположительно Гаудиозом и Нострианом), относится ко времени неаполитанского епископа Афанасия (849—872), при котором в Неаполе наблюдался расцвет византийского искусства. Справа от основного алтаря находится вход в древнейшую часть катакомб.

### Катакомбы V—VI веков

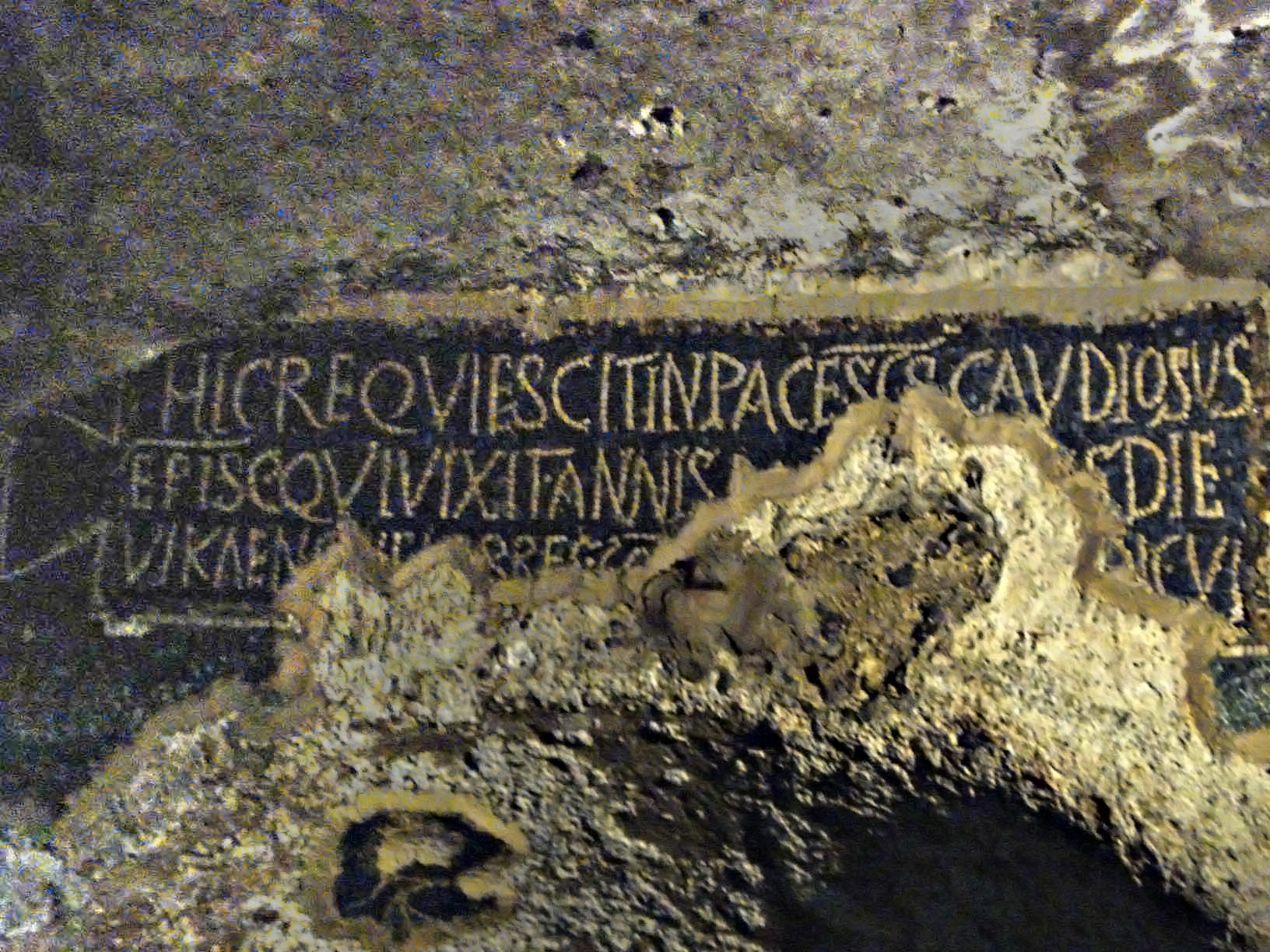
Мозаичная надпись над саркофагом святого Гаудиоза (кубикула 1)

Гробница святого Гаудиоза находится в отдельной кубикуле (1). Первоначально святой был погребён в богато украшенном мозаикой аркосолии, затем его тело было помещено в отдельный саркофаг, использовавшийся также в качестве алтаря. Надпись над саркофагом сохранилась в идеальном состоянии и указывает на имя погребённого и дату его кончины. Мозаика аркосолия, напротив, очень повреждена — на фоне узора из листьев и виноградных грозд находилась, предположительно, увенчанная нимбом фигура Гаудиоза.

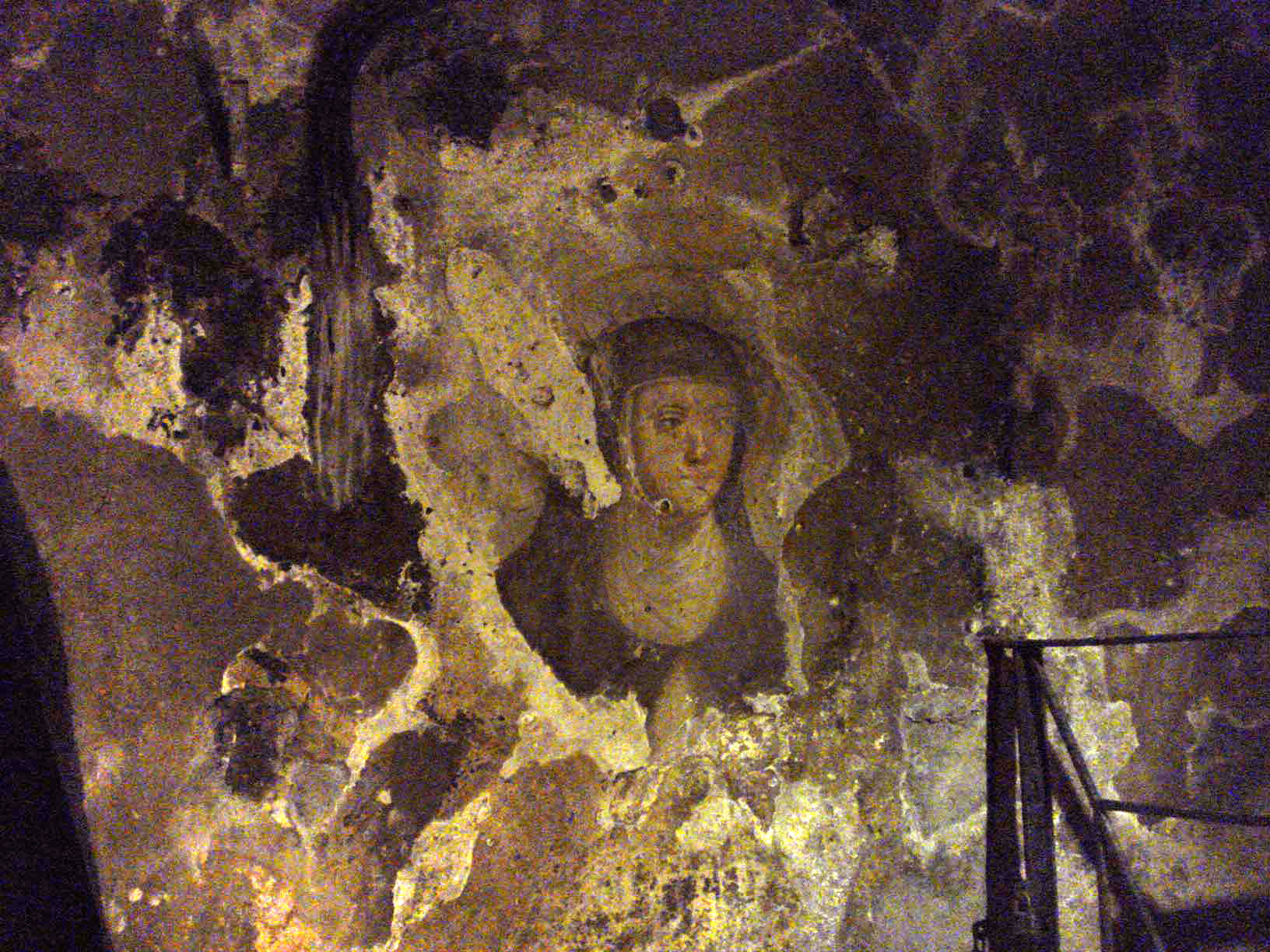
Екатерина Сиенская (кубикула 2)

Кубикула святого Ностриана (2) сохранилась гораздо лучше. На мозаике аркосолия изображён сияющий крест. На потолке кубикулы находятся фрески с ликом Христа (в центре) и четырёх евангелистов, символически представленных в виде тельца (Матфей), льва (Марк), ангела (Лука) и орла (Иоанн Богослов). В XVII веке по заказу доминиканцев Джованни Балдуччи изобразил на стене кубикулы портрет святой Екатерины Сиенской.
В следующей кубикуле (3) находятся сразу два украшенных мозаикой аркосолия. В одном на фоне сложного узора из виноградных листьев изображена чаша, из которой пьют два голубя. Этот сюжет, часто встречающийся в катакомбной живописи, символически представляет блаженство святых (голуби), наслаждающихся из источника вечной жизни (чаша) в раю. Мозаика второго аркосолия содержит изображение стилизованного саркофага, над ним сияет крест, по обе стороны от которого находятся агнцы. Это также символ святых (агнцы), которые благодаря победе Христа над смертью (крест над саркофагом) вкушают жизнь вечную в раю.

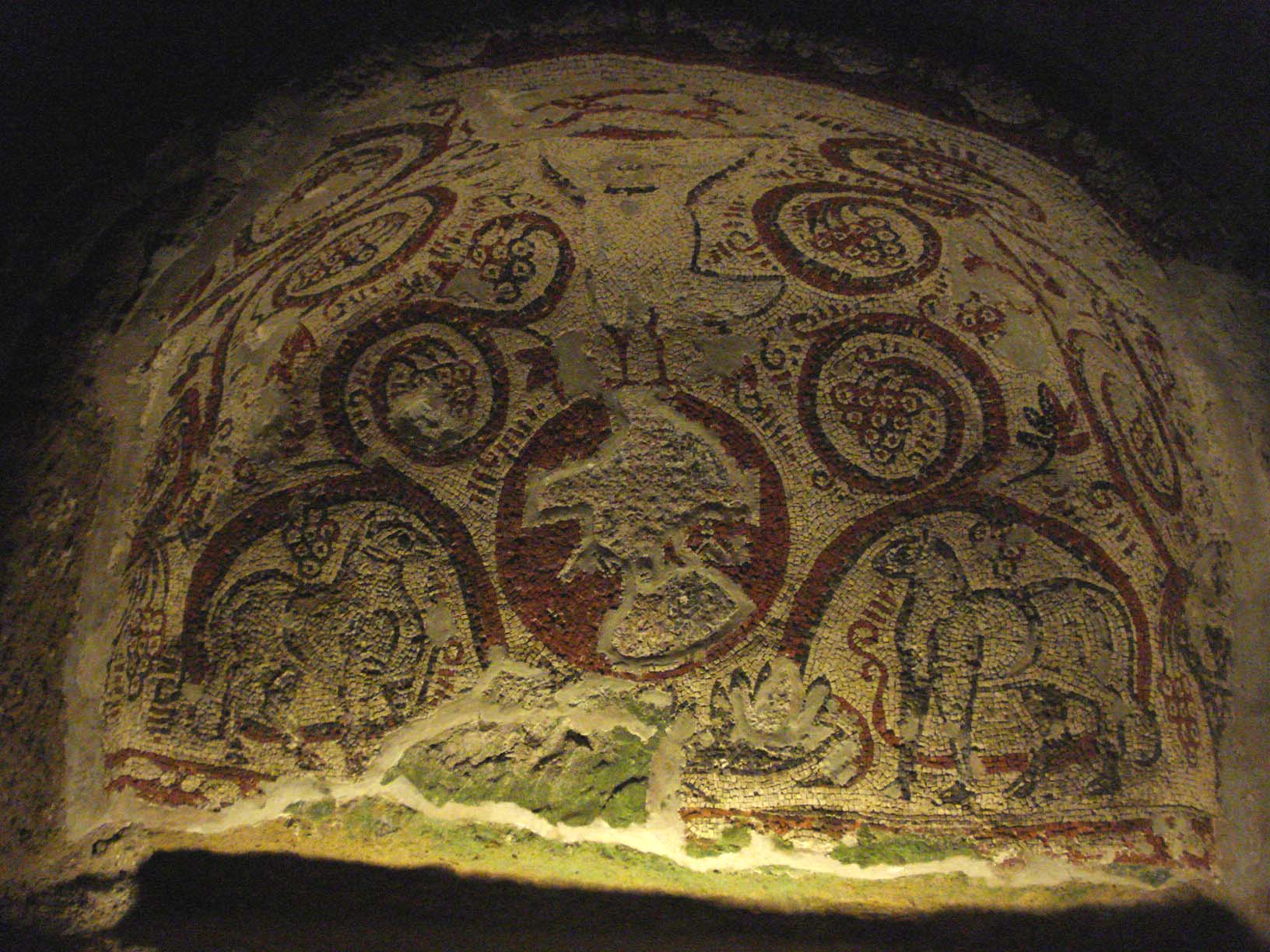
Триумф креста (кубикула 3)

Последний сюжет получил развитие в ещё одной хорошо сохранившейся мозаике (4). Птица с огненными распростертыми крыльями и короной у ног держит медальон с изображённым крестом и греческими буквами альфа (А) и омега (Ω) — библейскими символами, означающими всесильность и всеобъятность Бога. Птица Феникс, добровольно сгорающая и возрождающаяся из пепла, для ранних христиан была символом Христа, победившего смерть.
В катакомбах Сан-Гаудиозо находились мощи священномученика Созия, диакона Мизернского, пострадавшего вместе со святым Януарием. Фреска над гробницей Созия (5) содержит сияющий крест, фигуры первомученика Стефана и самого Созия. Созий изображён проповедующим Евангелие, с поднятой правой рукой.
На последней из фресок V века, входящих в стандартный маршрут, изображён некий Пасценций, по-видимому, уроженец Африка (8). На фреске Пасценций преклонил колена перед апостолом Петром.

### Катакомбы XVII века

#### Кантареллы

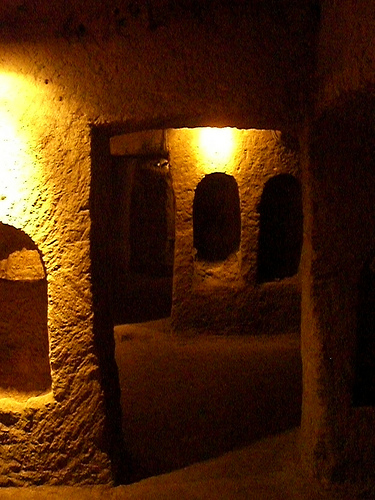
Кантареллы

В XVII веке доминиканцы значительно расширили катакомбы. Непосредственно за основным алтарём крипты было обустроены кантареллы — значительное помещение с десятками вертикальных ниш (6). Эти ниши, которые называются seditoi (букв. седалища) или cantarelle (букв. сушильни), представляют собой вырезанные из туфа сидения с находящимися под ними урнами. Тела усопших помещались на сидения и высушивались здесь. Впоследствии высушенные мумифицированные или скелетированные останки помещались либо в частную гробницу, либо в общественный оссуарий.

#### Амбулатория

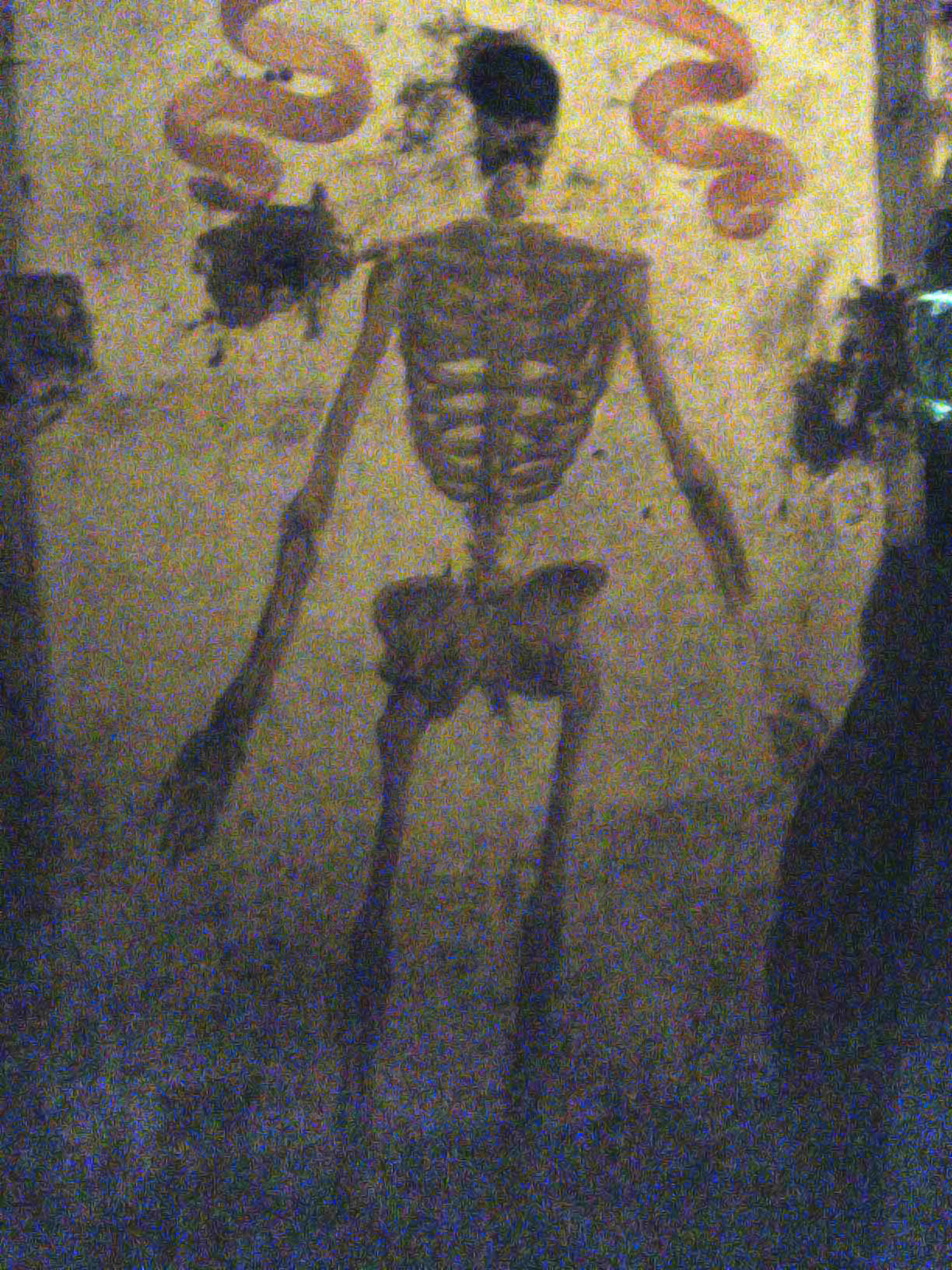
Ниша с захоронением монаха-доминиканца

Протяжённый коридор за сушильнями был отведён доминиканцами для обустройства так называемой амбулатории (7). Тела усопших в сидячем положении помещались в вертикальные ниши, а затем замуровывались, за исключением головы. Перегородка, закрывавшая тело усопшего, покрывалась фреской с изображением покойного (без головы), в одежде и со знаками отличия, а также наносилась надпись с его именем, званием и эпитафией. Стены амбулатории представляли собой череду изображений усопших, замурованных в стены, а венчались эти изображения нишами с их черепами. В амбулатории было похоронено шесть человек: Свева Джезуальдо (принцесса Монтесарчо), магистрат Диего Лонгобардо, Марко Антонио д’Апонте, Шипионе Бранкаччо, флорентийский художник Джованни Бальдуччи и один из монахов-доминиканцев. Изображение последнего наиболее красочно и соответствует макабрическим взглядам устроителей этого специфического кладбища. Перед молящимся доминиканцем предстоит увенчанная короной Смерть, вооружённая мечом и песочными часами.
Амбулатория была одним из излюбленных мест паломничества неаполитанцев, приходивших сюда молиться о душах, томящихся в чистилище. Поскольку культ мёртвых постепенно оброс некоторыми народными обрядами, несовместимыми с христианским вероучением, архиепископ Неаполя приказал в 1960-х годах убрать черепа из амбулатории. В настоящее время амбулатория представляет собой галерею с «безголовыми» фресками (от убранных черепов остались лишь небольшие ниши).

#### Цистерна
В качестве кладбища доминиканцы использовали также осушенную античную цистерну (9), находящуюся под правым приделом базилики. В помещении цистерны сохранились захоронения XVII века, подражающие раннехристианским катакомбам, а именно локулы, аркосолии и формы. В настоящее время через цистерну организован выход из катакомб Сан-Гаудиозо.